# Humberto Requena
Juan Humberto Requena Oliva (Catacaos, 16 de junio de 1928 - Piura, 30 de septiembre del 2020) fue un administrador de empresas y político peruano. Fue congresista de la república en el periodo 2001-2006 por el Frente Independiente Moralizador y alcalde del distrito de Catacaos de 1969 a 1980.

## Biografía
Nació en el Distrito de Catacaos, ubicado en la ciudad de Piura, el 16 de junio de 1928. Fue hijo de Artemio Requena Castro y de Jesús Oliva Guerrero.
Hizo sus estudios primarios y secundarios. Estudió la carrera de Administración de Empresas en la Universidad Inca Garcilaso de la Vega.
Fue promotor del I.E.P San Juan Bautista en 1984 y laboró como agricultor y criador de caballos en la ciudad de Pasco.
Era casado con Zoila Pasapera y tuvieron 6 hijos.

## Vida política
Humberto Requena se inició en la política cuando en 1963 postuló a la alcaldía del Distrito de Catacaos, sin embargo, no resultó elegido. De igual manera en 1966 por la coalición entre el Partido Aprista Peruano y la Unión Nacional Odriísta.

### Alcalde de Catacaos
En 1969, durante el gobierno revolucionario de las Fuerzas Armadas liderado por Juan Velasco Alvarado, Requena estuvo a cargo de la alcaldía del Distrito de Catacaos para 4 periodos municipales.
Permaneció en el cargo hasta 1980, tras el retorno de la democracia con el segundo gobierno de Fernando Belaúnde Terry.
Intentó ingresar sin éxito a la Cámara de Diputados por Acción Popular en las elecciones de 1985.

### Congresista de la República
En las elecciones parlamentarias del 2001, Requena postuló nuevamente al Congreso de la República como miembro del Frente Independiente Moralizador y representando a su natal Piura. Resultó elegido con 21 840 votos para el periodo parlamentario 2001-2006.
Durante su labor legislativa, Requena hizo varios proyectos a favor de su región.
Intentó su reelección en las elecciones parlamentarias del 2006 por el Frente Independiente Moralizador, sin embargo no resultó reelegido.
Fue declarado “Hijo Ilustre” del Distrito de Catacaos por el entonces alcalde José Muñoz Vera en junio del 2019.

## Fallecimiento
El 30 de septiembre del 2020, Humberto Requena falleció a los 92 años en la ciudad de Piura. Fue homenajeado por el Congreso de la República y en su natal ciudad.